# اچ‌ام‌اس لیورپول (۱۷۵۸)
اچ‌ام‌اس لیورپول (۱۷۵۸) (به انگلیسی: HMS Liverpool (1758)) یک کشتی است که طول آن 118 ft 4 in (gundeck) می‌باشد. این کشتی در سال ۱۷۵۸ ساخته شد.